# اینگو پیکنکر
اینگو پیکنکر (انگلیسی: Ingo Pickenäcker؛ زادهٔ ۷ آوریل ۱۹۶۲) بازیکن فوتبال اهل آلمان است.
از باشگاه‌هایی که در آن بازی کرده‌است می‌توان به باشگاه فوتبال اسنابروک، باشگاه فوتبال روت‌وایس اسن، باشگاه فوتبال بوخوم، و باشگاه فوتبال بروسیا مونشن‌گلادباخ اشاره کرد.